# بریارتون (ویسکانسین)
بریارتون (به انگلیسی: Briarton) یک منطقهٔ مسکونی در ایالات متحده آمریکا است که در شهرستان شاوانو، ویسکانسین واقع شده‌است. بریارتون ۲۴۹٫۹۴ متر بالاتر از سطح دریا واقع شده‌است.